# Marienbrücke (Wien)
Die Marienbrücke überquert den Donaukanal in Wien und verbindet die Bezirke Innere Stadt und Leopoldstadt.

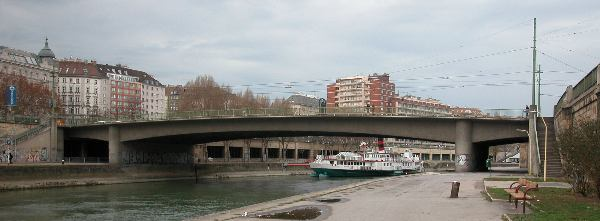
Marienbrücke über den Donaukanal

## Lage
Die Marienbrücke liegt am nördlichen Ende des Schwedenplatzes als Verlängerung der vom Stephansplatz kommenden Rotenturmstraße in der Nähe von Morzinplatz, Ruprechtskirche und dem Dianabad. Zwischen ihr und der Schwedenbrücke befindet sich eine Anlegestelle der Schiffe für die Wien-Rundfahrten und den Twin City Liner, eine schnelle Schiffsverbindung nach Bratislava.

## Geschichte

### Das Projekt „Vindobonabrücke“
Otto Wagner beteiligte sich mit dem Projekt „Vindobonabrücke“ an dem am 15. April 1904 endenden Wettbewerb zur Errichtung der heute als Marienbrücke bekannten Donaukanalbrücke. Während er selbst die künstlerische Ausgestaltung übernahm, zog er als Partner für die konstruktiven Arbeiten die Firma Ignaz Gridl, k.u.k. Eisenconstructionswerkstätte & Brückenbauanstalt und das Betonbauunternehmen G. A. Wayss & Cie heran. Wagner gestaltete sein Brückenbauprojekt mit vier Pylonen, gekrönt von vier Figuren, die Epochen der Wiener Geschichte symbolisieren.
- Rechtes Ufer: „Römische Zeit“ und „Unsere Epoche“
- Linkes Ufer: „Epoche des Markgrafen Leopold“ und „Epoche Rudolfs von Habsburg“, dargestellt durch Figuren von Leopold von Babenberg und Rudolf von Habsburg.

Für die Figuren auf den Pylonen hatte Wagner Aluminium als Werkstoff gewählt, die Brücke selbst sollte weiß gestrichen werden, um Modernität zu symbolisieren. Verwirklicht wurde ein anderes Projekt.

### 1905–1945

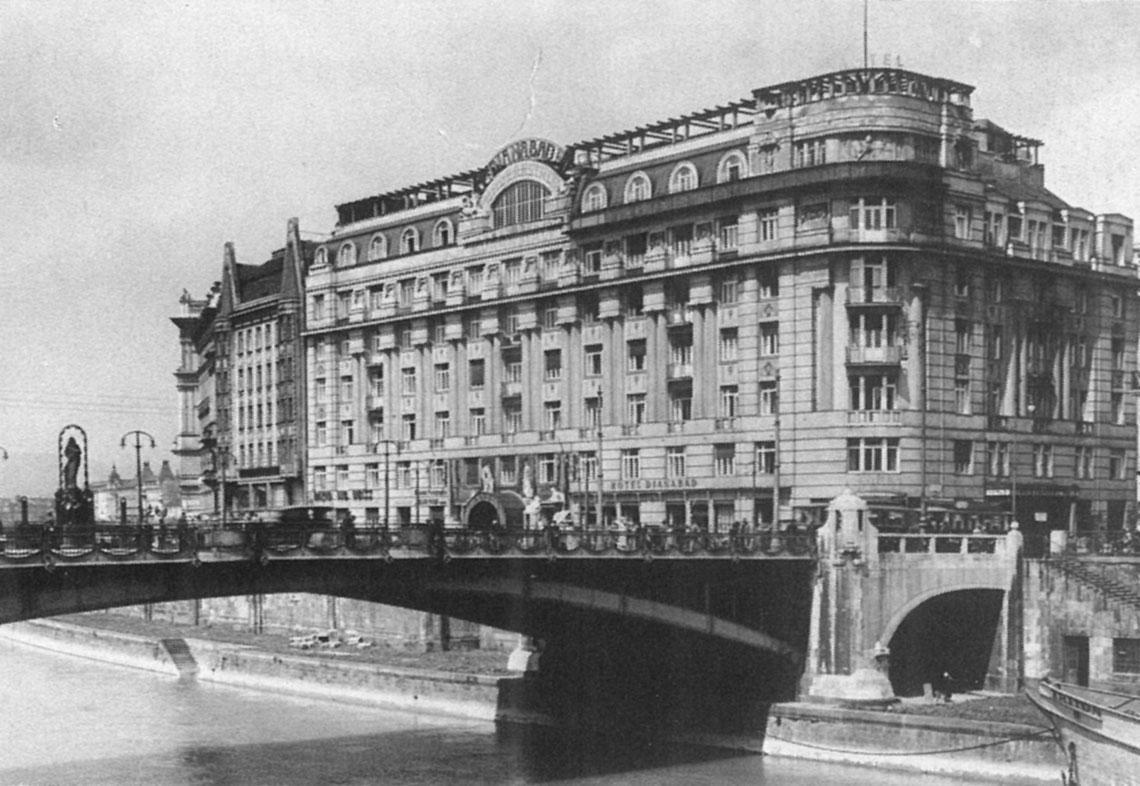
Marienbrücke um 1910

Die Marienbrücke wurde zwischen 1905 und 1906 als Stabbogenbrücke nach Plänen von Josef Hackhofer und Albert Hans Pecha von der Aktiengesellschaft R. Ph. Waagner – L. J. Biró & A. Kurz errichtet.
Namensgebend war die auf der Brüstung in Brückenmitte aufgestellte Marienstatue. Sie war eine Schöpfung von Hans Schwathe, stellte die Heilige Jungfrau Maria als Vernichterin der Sünde, umgeben von einem Rosenkranz, dar und wurde am 16. Oktober 1909 vom Wiener Weihbischof Godfried Marschall geweiht.
Im April 1945 wurde die Brücke im Zuge der Schlacht um Wien gesprengt.

### 1945–1961
Auf den im Wasser liegenden Trümmern der zerstörten Brücke wurde ein Übergang geschaffen. Die Tragwerksreste samt dem hölzernen Brückenprovisorium mussten 1946 nach der Fertigstellung der provisorischen Schwedenbrücke entfernt werden, um auf dem Donaukanal die Schifffahrt zu ermöglichen.
Als notdürftiger Behelf für die Marienbrücke und die Salztorbrücke wurde kanalabwärts eine Fußgängerbrücke errichtet. Diese blieb bis zur Eröffnung der neuen Salztorbrücke im Jahre 1961 bestehen.

### 1951 bis heute

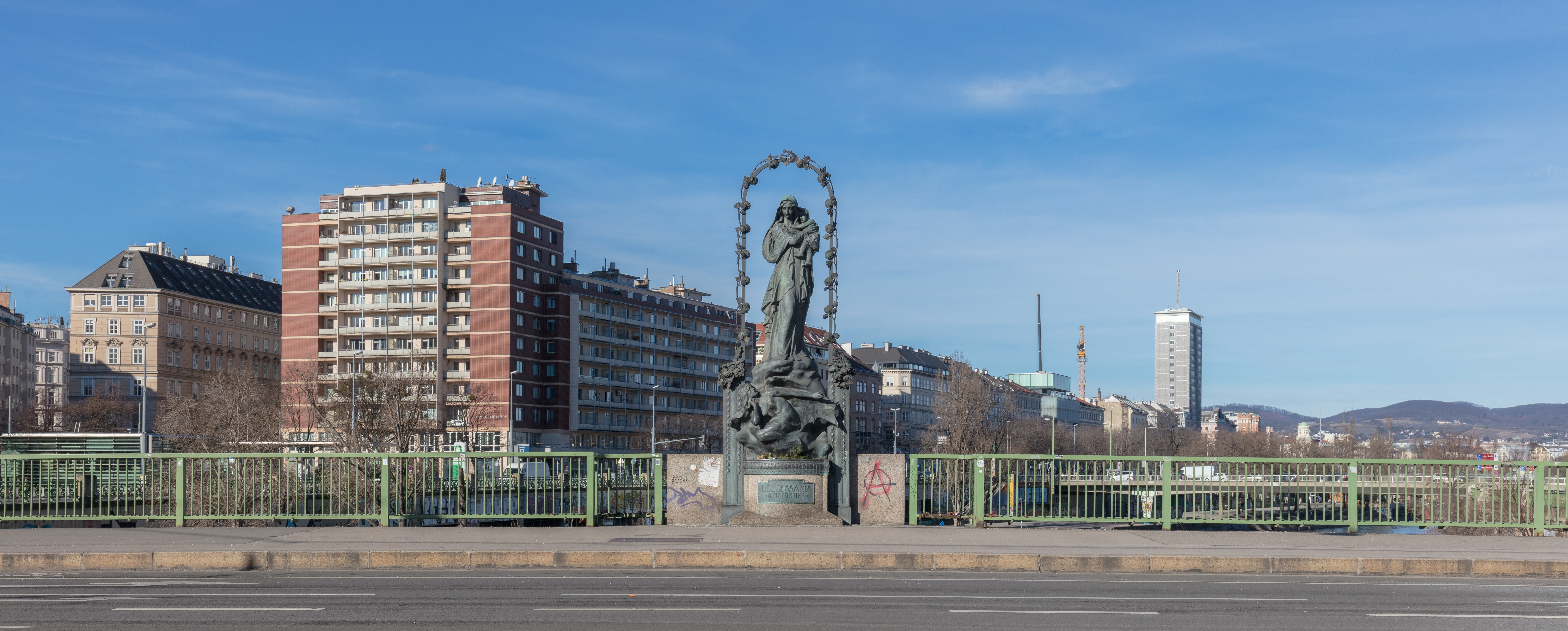
Madonna auf der Marienbrücke in Wien

Nach Plänen von Karl Jäger und unter künstlerischer Beratung von Adolf Hoch wurde als 99. von 136 im Zweiten Weltkrieg zerstörten Brücken zwischen 1951 und 1953 die Marienbrücke von der Stadt Wien als erste große Stahlbetonbrücke im Raum Wien errichtet und am 25. Oktober 1953 durch Bürgermeister Franz Jonas eröffnet. Die neue Brücke ist um fünf Meter breiter als das Vorgängerbauwerk.
Gleichzeitig mit den Brückenbauarbeiten wurde auch die Stadtbahndecke erneuert und der Franz-Josefs-Kai ausgebaut. Zusätzlich wurde ein Fußgängertunnel zwischen der Rotenturmstraße und der neuen Brücke samt Zugang zur Stadtbahnstation Schwedenplatz errichtet. Außerdem wurden während der Arbeiten zahlreiche historische Gegenstände gefunden.
Bei der Sprengung im April 1945 wurde auch die Madonna zerstört, die als ein Hauptwerk der Jugendstilskulptur bezeichnet wird. Von Oskar Thiede wurde eine vereinfachte Nachbildung geschaffen, die zunächst 1951 flussaufwärts der Marienbrücke auf dem Franz-Josefs-Kai aufgestellt wurde. Am 8. September 1983 wurde aus Anlass des Österreichischen Katholikentags die Madonna wieder auf der Marienbrücke aufgestellt.
Bürgermeister Helmut Zilk und hohe Vertreter der Stadt Wien empfingen hier am 23. Juni 1988 Papst Johannes Paul II. auf seiner Fahrt vom Flughafen Wien-Schwechat nach Wien.